# Vatica bella
Espèce
Classification phylogénétique
Statut de conservation UICN

 DD  : Données insuffisantes
 Vatica bella est un grand arbre sempervirent endémique de Malaisie péninsulaire.

## Répartition
Endémique aux forêts mixtes de diptérocarps et parfois aux forêts de collines du sud de la péninsule malaise.

## Préservation
Menacée par la déforestation et l'exploitation forestière.